# Paolo Fiammingo

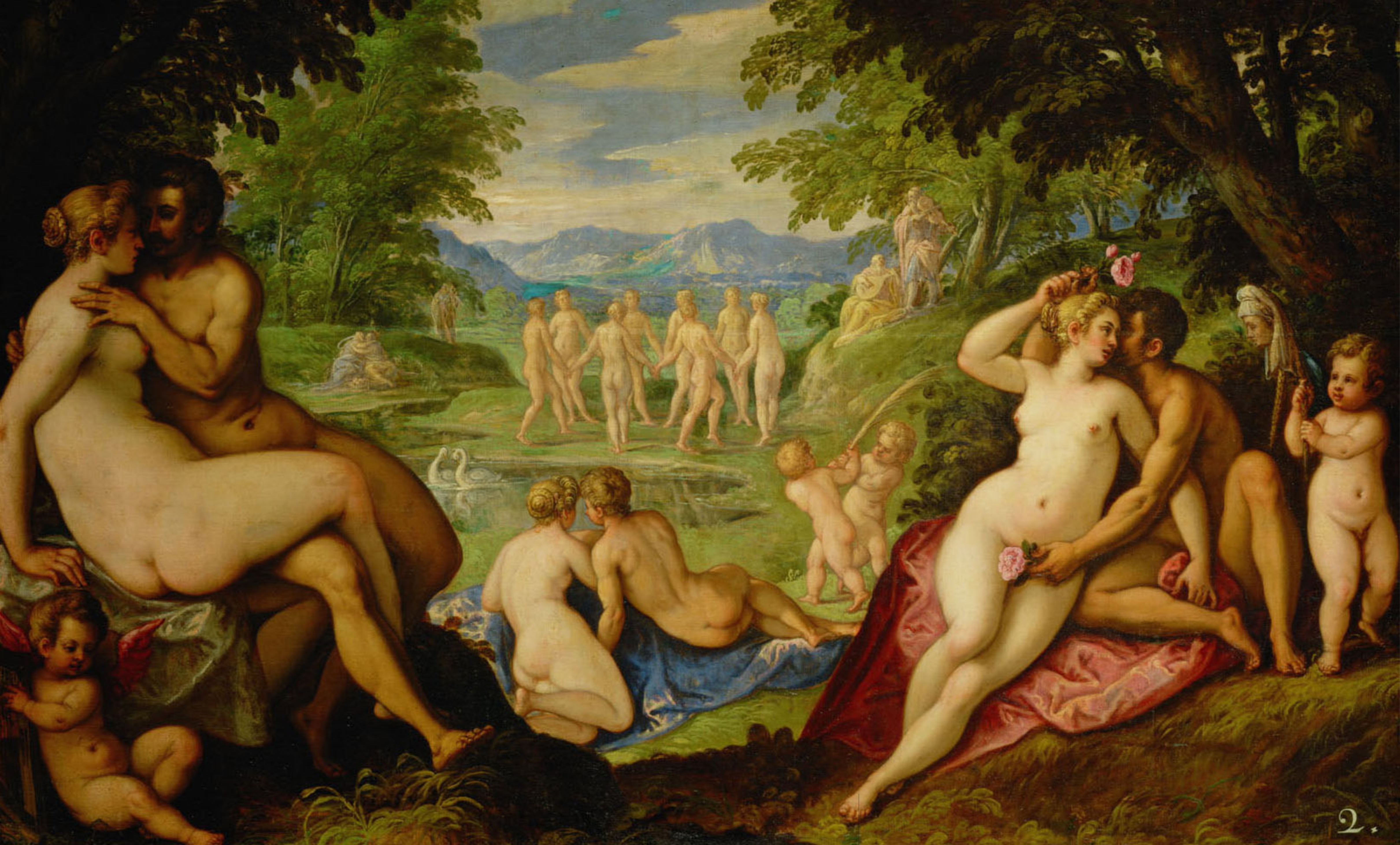
Gegenseitige Liebe

Paolo Fiammingo, eigentlich Pauwels Franck, auch Paolo dei Franceschi oder Paulo Fiamengo (* um 1540 in Antwerpen; † 20. Dezember 1596 in Venedig), war ein flämischer Maler, später Schüler von Jacopo Tintoretto und ab diesem Zeitpunkt ausschließlich in Venedig tätig. Er ist vor allem für seine Landschaften mit mythologischen, allegorischen und religiösen Szenen bekannt. Er arbeitete in einem manieristischen Stil, der den Einfluss von Tintoretto, Veronese und Bassano zeigt.

## Leben
Paolo Fiammingo wurde um 1540 in Antwerpen geboren und arbeitete als Meister in der Gilde zum Hl. Lukas. Er führte u. a. für Hans Fugger aus Augsburg die Wandgruppe der Elemente in dessen Fuggerschloss Kirchheim/Schwaben aus. Um 1573 ließ er sich dann in Venedig dauerhaft nieder, wo er ein Schüler von Jacopo Tintoretto wurde. Er arbeitete an dessen großem Gemälde im Palazzo Ducale, vor allem an der Ausführung der Hintergrundlandschaften mit. In den Akten der venezianischen Malerzunft ist er von 1584 bis 1596 als Paulo Fiamengo eingetragen.
Paolo Fiammingo zeichnete sich vor allem in der Malerei von Landschaften aus, schuf aber auch Gemälde mit historischen, religiösen oder mythologischen Themen. Seine Landschaftsmalereien, in denen er den flämischen mit dem venezianischen Stil verband, hatten einen gewissen Einfluss auf die Malerei in Italien und auch nördlich der Alpen.

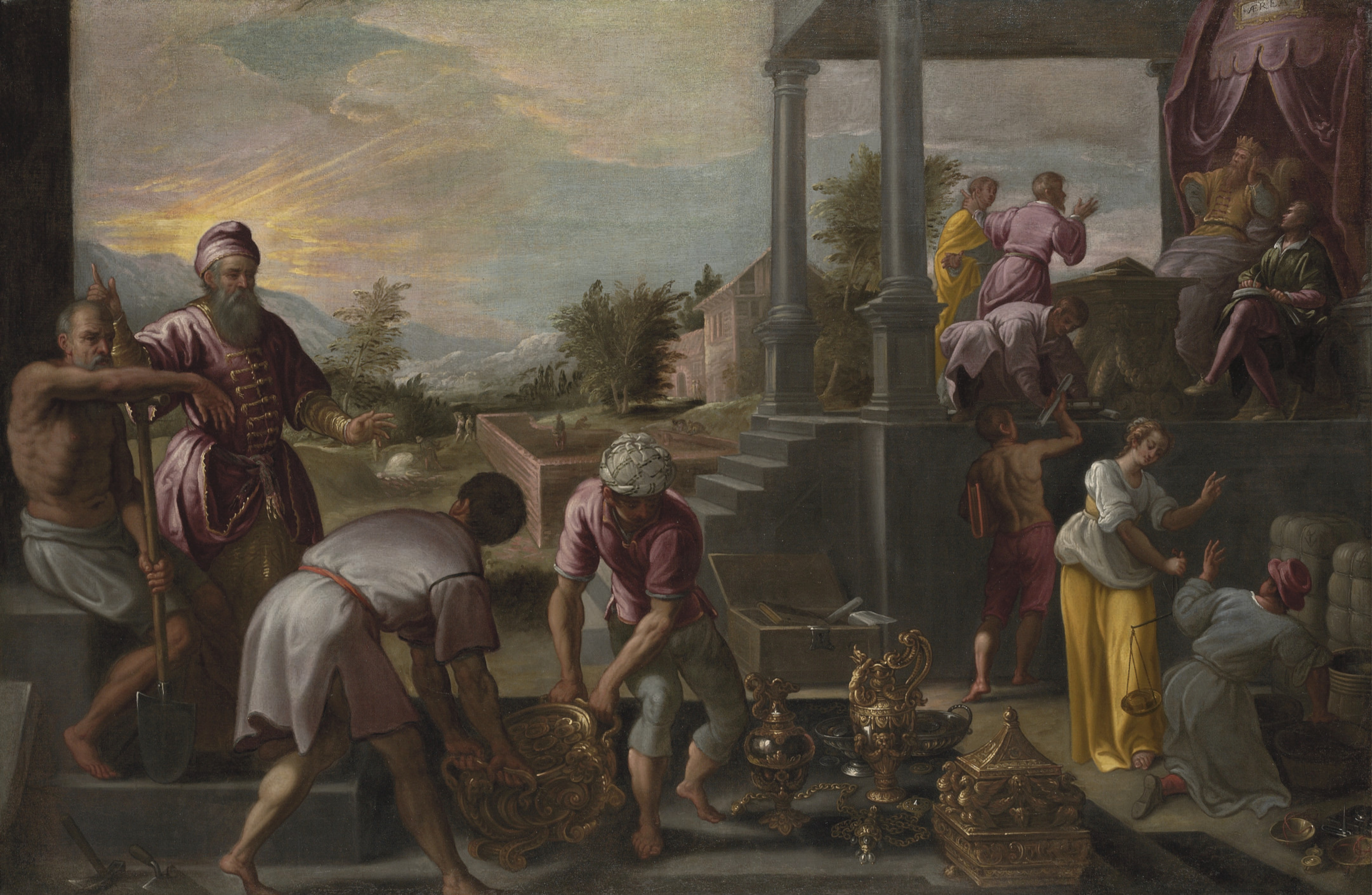
Bronzenes Zeitalter

Einer seiner bedeutendsten Auftraggeber war Kaiser Rudolph II. Er arbeitete für internationale Mäzene, darunter Hans Fugger (1531–1598), den Erben einer deutschen Bankiersdynastie. Fugger beauftragte ihn 1580 mit der Herstellung mehrerer Gemäldeserien zur Ausschmückung von Schloss Kirchheim in Schwaben, dem Sommersitz der Familie Fugger. Paolo Fiammingo schuf in den 1580er Jahren eine große Anzahl von Werken für die Familie Fugger. Von vielen Kompositionen, die er für die Fugger schuf, scheint er gleichzeitig mehrere Versionen angefertigt zu haben. Dies lässt darauf schließen, dass Paolo zu dieser Zeit eine Werkstatt von einiger Größe betrieb.

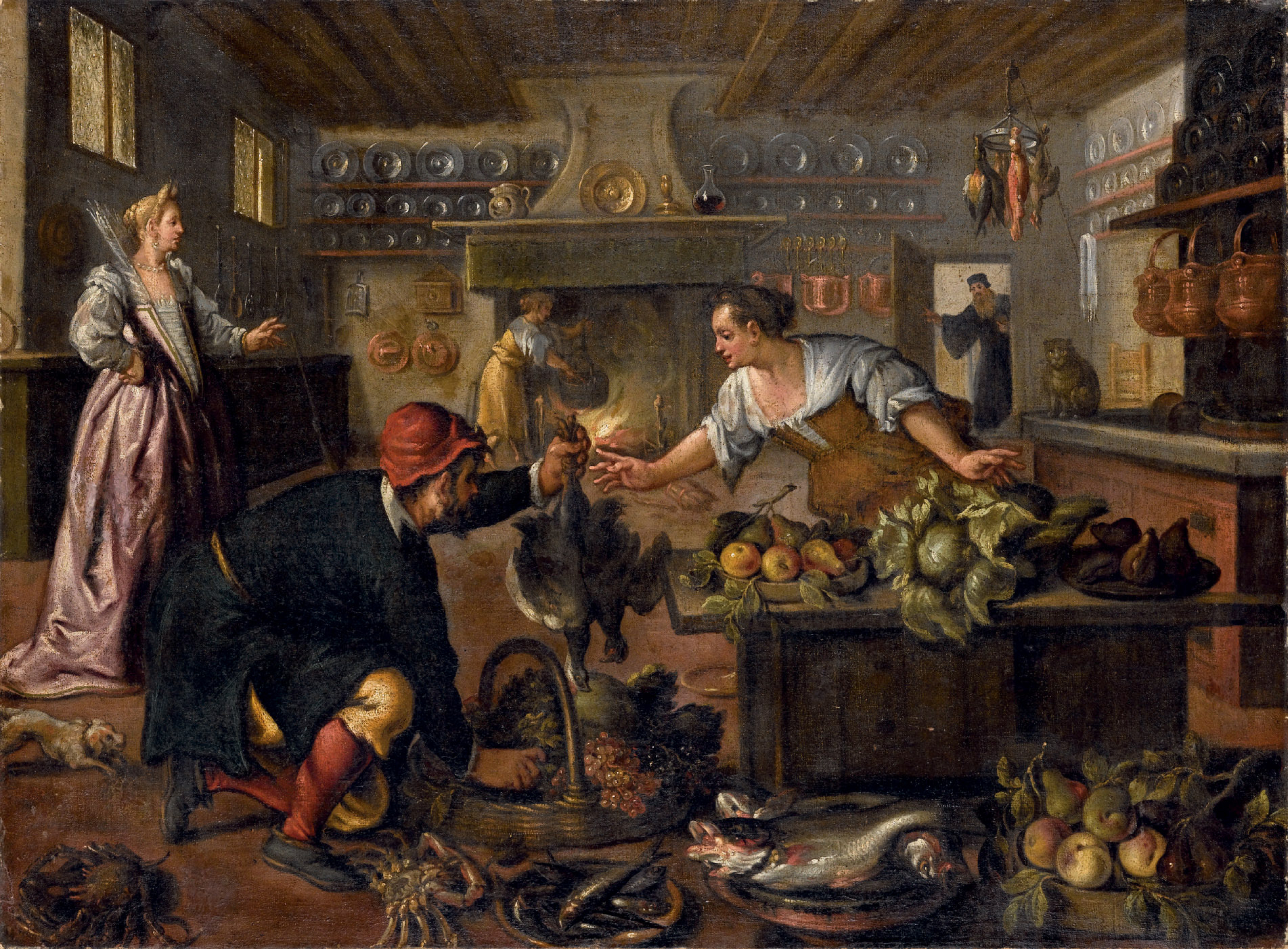
Küchenszene, vor 1596

Ein Fugger-Auftrag, an dem er zwischen 1580 und 1592 arbeitete, war eine Serie von zwölf Werken, die die vier Weltzeitalter der Menschen darstellten. Von dieser Serie haben sich zahlreiche Varianten erhalten. Die Ikonographie dieser Serie wurde abgeleitet von Ovids Metamorphosen (I:89-150), die davon erzählt, wie das irdische Paradies des Goldenen Zeitalters über das Silberne und Bronzene Zeitalter in den Streit und die Gier des kriegerischen Eisernen Zeitalters hinabsteigt.
Eine weitere für die Fugger angefertigte Serie war eine Serie der Planeten, in der die sieben Planeten vertreten sind. Die Serie wurde durch eine Komposition des Triumphs der Tugenden über die Laster vervollständigt. Eine Reihe von Allegorien der Vier Elemente, die für die Fugger angefertigt wurden, sind verloren gegangen, aber andere Serien und Kopien dieser Allegorien sind noch vorhanden. Ein weiteres allegorisches Thema, das der Künstler behandelt, ist das der vier Jahreszeiten. Eine komplette Serie befindet sich in der Sammlung des Prado. Wie es bei diesen Allegorien üblich ist, illustrieren sie die vier Jahreszeiten, indem sie die mit jeder Jahreszeit verbundenen menschlichen Aktivitäten darstellen.
Zu seinen Meisterwerken gehören die vier Allegorien der Liebe (Kunsthistorisches Museum Wien, um 1585), darunter die Amore letheo, die Bestrafung der Liebe, die Gegenseitige Liebe und die Liebe im Goldenen Zeitalter. Diese letzten beiden Werke wurden durch die Kupferstiche von Agostino Carracci rasch bekannt. Es ist möglich, dass Carraccis Reproduktion der Liebe im goldenen Zeitalter die Inspiration für Matisse's Le bonheur de vivre (Lebensfreude) war.
Fiammingo starb 1596 in Venedig.

## Werke (Auswahl)

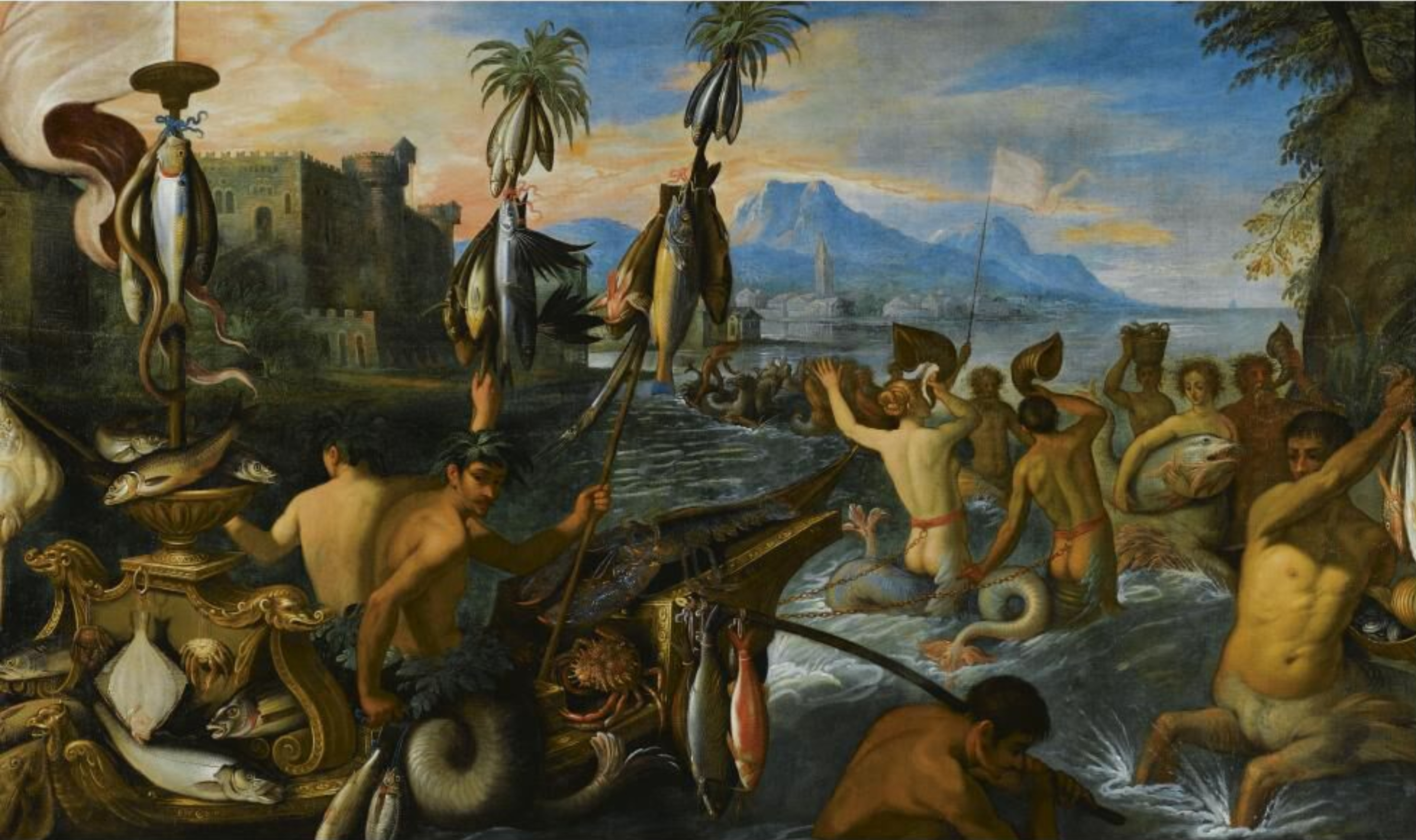
Allegorie des Wassers, vor 1596

- Doge Ziani che riceve la benedizione da Alessandro III., Dogenpalast Venedig
- Kreuzabnahme, Santa Maria Gloriosa dei Frari, Venedig
- Der Hl. Johannes predigt in der Wüste, Santa Maria Gloriosa dei Frari, Venedig
- Judith schmückt sich für Holofernes, Raccolte Artistiche del Castello Sforzesco, Mailand
- Judith köpft Holofernes, Raccolte Artistiche del Castello Sforzesco, Mailand
- Altarbild für San Girolamo (1583), Duomo di San Michele, Murano
- Landschaft mit König Midas, Berlin
- Christi Tod im Schoß der Jungfrau, München
- Pietà, Alte Pinakothek, München
- Triumph der Elemente, Fuggerschloss Kirchheim/Schwaben
- Zyklus der Liebe (Reciproco d´Amore, 1580), für das Fuggerschloss Kirchheim/Schwaben, jetzt KHM Wien
- Landschaften, Musée de Vicence
- Jagdgöttin Diana, Musée des Beaux-Arts, Nancy
- Szene der Argonauten, National Gallery, London
- Landschaft mit Diana und Nymphen
- Triumph der Tugenden über die Laster
- Allegorie der Planeten
- Das bronzene Zeitalter
- Das eherne Zeitalter